# ريبان (بعدان)

تعديل مصدري - تعديل

ريبان محلة تابعة لقرية المحيب، التابعة لعزلة الحرث بمديرية بعدان إحدى مديريات محافظة إب في الجمهورية اليمنية، بلغ تعداد سكانها 44 حسب تعداد اليمن لعام 2004.